# 蒙達克 (蒙大拿州)
蒙達克（英語：Mondak）是位於美國蒙大拿州羅斯福縣的鬼鎮。

## 歷史
蒙達克的郵局於1904年設立，其後於1925年停運。

## 地理
蒙達克所處的海拔為高於海平面630米（即2070英呎），而該地所採用的時區為UTC-7，即北美山地時區（MST）。同時該地設有夏令時間，為UTC-7調快一小時，即UTC-6（MDT）。